# 翰林亭駅
翰林亭駅 （ハルリムジョンえき）は、大韓民国慶尚南道金海市翰林面にある韓国鉄道公社の駅である。

## 利用可能な路線
- 韓国鉄道公社
  - 慶全線

## 駅構造
- 2面4線の地上駅。

## 駅周辺
- 翰林面事務所
- 翰林初等学校
- 翰林中学校

## 歴史
- 1918年11月16日：開業[1]。
- 2010年12月15日：慶全線三浪津駅 - 馬山駅間複線化工事完成[2]。

## 隣の駅
慶全線
三浪津駅 - (洛東江駅) - 翰林亭駅 - 進永駅